# Xylocampa
Xylocampa é um gênero de traça pertencente à família Arctiidae.